# Gevinde kortsteelmineermot
De gevinde kortsteelmineermot (Elachista chrysodesmella) is een vlinder uit de familie grasmineermotten (Elachistidae). De wetenschappelijke naam is voor het eerst geldig gepubliceerd in 1850 door Zeller.
De soort komt voor in Europa.